# 南芦屋浜本線料金所
南芦屋浜本線料金所（みなみあしやはまほんせんりょうきんじょ）は、兵庫県芦屋市海洋町（西宮市境付近）の阪神高速道路5号湾岸線の六甲アイランド方面のみにあった本線料金所。
2017年1月、甲子園浜出入口の入口料金所設置に伴い廃止された。料金所では、1994年の開通時から2011年まで阪神西線（公団が定める料金区分）の通行料金の支払い、2012年から2017年の廃止時まで通行証のチェックおよび甲子園浜出入口利用者の通行料金の徴収を行っていた。
2019年3月19日には本線料金所跡地に六甲アイランド北方面のみ利用可能な南芦屋浜パーキングエリアが開設された。

## 道路
- 阪神高速5号湾岸線

## 周辺
- 潮風大橋
- 浜風大橋
- ベルポート芦屋
- 芦屋市総合公園
- 新西宮ヨットハーバー

## 隣
阪神高速5号湾岸線
(5-10)西宮浜出入口 - 南芦屋浜TB（廃止）/南芦屋浜PA - (5-11)南芦屋浜出入口